# Уруангнирин
Уруангнирин (индон. Bahasa Uruangnirin) — австронезийский язык Новой Гвинеи, распространённый на островах Фаор и Тарак архипелага Карас в заливе Себакор полуострова Бомберай. Эта территория относится к району Карас округа Факфак провинции Западное Папуа в составе Индонезии. Большая часть носителей языка исповедует ислам.

## Статус
Язык уруангнирин не имеет формального статуса и стандартизированной письменности, не преподаётся в школах. В 1983 году на нём говорило около 400 человек. Более новых данных о численности носителей нет, однако можно предположить, что с тех пор их стало меньше, поскольку уруангнирин находится под угрозой исчезновения из-за сдвига молодых поколений на папуасский малайский, играющий роль лингва франка в регионе, и на государственный индонезийский. Интересно, что несмотря на малое число носителей, невысокий социальный престиж и угрожаемость языка, им владеют не только представители народа уруангнирин, но и некоторые каламанги — папуасы с соседнего острова Карас.

## Классификация
Уруангнирин принадлежит к севернобомберайской группе ямдена-бомберайской ветви центрально-малайско-полинезийских языков. Его ближайшие родственники — языки онин и секар, носители которых проживают в северо-западной части полуострова Бомберай. При этом эти три языка не родственны своим ближайшим соседям, зато близки к языку ямдена одноимённого острова в провинции Малуку, находящегося в 500 километрах к югу от островов Карас. Американский лингвист Роберт Бласт объясняет эту связь обратной миграцией австронезийского населения, произошедшей позднее, чем первоначальное заселение восточной части Индонезии.